# Infernetto
Infernetto è una frazione nonché zona urbanistica 13I di Roma. Si estende all'interno della zona Castel Fusano, nel territorio del Municipio Roma X. Trattandosi di un quartiere delimitato verso Roma dalla Tenuta presidenziale di Castel Porziano, verso il mare da via del Lido di Castel Porziano, e attraversato in tutta la sua lunghezza da via di Castel Porziano, è identificabile anche col nome di Castel Porziano.
Il quartiere nacque nel secondo dopoguerra quando nel 1947 il comune di Roma concesse alla cooperativa Casa Mia la lottizzazione e progressiva urbanizzazione di una vasta area a ridosso della via Cristoforo Colombo. Nel corso degli anni successivi le costruzioni si moltiplicarono, soprattutto in via abusiva, e per questa ragione fu ricompresa tra le cosiddette zone O nell'ambito del piano di riconoscimento urbanistico varato dal comune di Roma a partire dal 1976.
Il toponimo deriverebbe dalle carbonaie attive nella zona che, impegnate per produrre lentamente carbone vegetale, producevano alte colonne di fumo che rendevano, viste da lontano, l'idea dell'inferno similmente alla cosiddetta Valle dell'Inferno.

## Geografia fisica
Si estende al di fuori del Grande Raccordo Anulare sul lato orientale di via Cristoforo Colombo, al lato opposto rispetto a Casal Palocco, tra la pineta di Castel Fusano e la Tenuta presidenziale di Castelporziano.
Amministrativamente confina con:
- a nord-est con la zona urbanistica 13X Castel Porziano
- a sud-ovest con la zona urbanistica 13H Castel Fusano
- a nord-ovest con la zona urbanistica 13D Palocco

La spartizione del territorio, secondo il catasto Alessandrino del 1660, divideva così la zona: Tumoletto, Quarto del Casale, Spinerba, Macchia del Guerrino, Fusano.

## Storia
L'area era già abitata in epoca Romana come testimoniano i ritrovamenti della villa della Palombara all'interno della vicina pineta di Castel Fusano e di un'altra villa romana in via Carlo Calcaterra oltre che la presenza della vicina Tenuta di Castelporziano.
Nel 1947 il comune di Roma concesse alla cooperativa Casa Mia la lottizzazione della zona, che sarebbe sorta in contemporanea alle vicine aree di Casal Palocco e AXA. Nel corso degli anni successivi l'urbanizzazione del quartiere si sarebbe svolta in maniera incontrollata e al di fuori del piano regolatore generale comunale.
Per il recupero urbanistico della zona, classificata come zona O n° 51,  il comune di Roma adottò un piano particolareggiato approvato definitivamente nel 1994 e poi rivisto nel 2006.

## Odonomastica
L'odonomastica della frazione si può suddividere fondamentalmente in tre ambiti: musicisti e compositori (tra cui Francesco Cilea, Antonio Lotti ed Ermanno Wolf-Ferrari), critici letterari e scrittori (tra cui Giuseppe Antonio Borgese, Carlo Calcaterra, Vincenzo Errante, Alfredo Gargiulo ed Attilio Momigliano) e comuni del Trentino-Alto Adige (tra cui Croviana, Dobbiaco, San Candido e Torcegno); a questi ambiti si aggiungono le denominazioni locali che contraddistinguono: viale di Castel Porziano, via della Cacciuta, via del Fosso del Confine, via del Lido di Castel Porziano e via del Canale della Lingua.

## Monumenti e luoghi d'interesse

### Architetture religiose
- Chiesa di Santa Maria dei Pellegrini e Sant'Aristide, su via Bernardo Pasquini. Chiesa del XX secolo. Luogo sussidiario di culto della parrocchia di San Tommaso apostolo.

- Chiesa di San Corbiniano, su via Ermanno Wolf Ferrari. Chiesa del XXI secolo (2011).

- Chiesa di San Tommaso apostolo, su via Lino Liviabella. Chiesa del XXI secolo (2013).

Progetto dell'architetto Marco Petreschi. Parrocchia eretta il 19 febbraio 1964 con il decreto del cardinale vicario Clemente Micara "Cum sanctissimus dominus". La chiesa è stata consacrata dal cardinale Agostino Vallini il 13 aprile 2013. Il 16 febbraio 2014 Papa Francesco visita la Chiesa di San Tommaso Apostolo.

## Scuole
- Istituto comprensivo "Francesco Cilea" (infanzia, primaria e secondaria di I grado), organizzato in plessi distribuiti su via Francesco Cilea e Via Manuel de Falla.
- Istituto comprensivo "Wolfgang Amadeus Mozart" (infanzia, primaria e secondaria di I grado) organizzato in plessi distribuiti su viale di Castel Porziano, Via Bedollo, Via Cles e Via Salorno.

## Cultura

### Cinema
Sono state girate le scene di due film:
- Benvenuti al Sud  (2010) di Luca Miniero. La casa di Alberto Colombo si trova all’incrocio fra Via Luserna e Via Bersone.
- Il premio (2017) diretto da Alessandro Gassmann. Dove l’abitazione del protagonista si trova all’incrocio di Via Curon Venosta e Via Bersone.